# Aeroporto di Reggio Emilia
L'Aeroporto di Reggio Emilia (ICAO: LIDE) è un aeroporto italiano di terzo livello situato a 1,5 km a est della città di Reggio Emilia.
Dal 1997 è aperto al traffico commerciale, dopo essere stato la pista di prova per i prototipi delle Officine Meccaniche Reggiane fino alla seconda guerra mondiale e una pista da diporto nel secondo dopoguerra.

## Storia

### Le origini
Il primo atterraggio di un velivolo a Reggio Emilia avvenne il 27 luglio 1912 nella zona del quartiere Mirabello. L'attuale area dell'aeroporto di Reggio Emilia venne utilizzata dal 1916, in piena guerra mondiale, anno in cui si insediò un ippodromo le cui strisce erbose vennero utilizzate come piste per il collaudo degli aerei Farman MF.7 e MF.11 costruiti su licenza dalle Officine "Reggiane". Con la fine del conflitto il campo d'aviazione fu abbandonato per circa dieci anni, e su di esso si tennero numerose gare di auto, moto e ciclismo.
Con un DM del 12 novembre 1930 viene deciso di realizzare un aeroporto di fortuna per aerei, e tra il 1931 e 1932 si tennero numerose esibizioni e avvenimenti aviatori che trovò attuazione solo dalla metà del decennio, quando inizia a essere utilizzato come pista di collaudo per le Officine Reggiane poste nelle immediate vicinanze e acquistate nel 1935 dal Gruppo Caproni. Il primo velivolo di produzione, un bombardiere bimotore Piaggio P.32bis, decollò per la prima volta sulla pista dell'aeroporto il 24 febbraio 1937. Tra il 1938 e il 1939 l'aeroporto fu oggetto di numerosi lavori di ampliamento che videro la costruzione di hangar e uffici, l'ampliamento della pista di volo e la realizzazione di opere di drenaggio. In tale occasione l'aeroporto fu intitolato a un aviatore della prima guerra mondiale, Ferdinando Bonazzi.
Le Officine Reggiane usarono ampiamente l'aeroporto per i test di collaudo dei numerosi prototipi e velivoli di serie, anche su licenza, che produssero, a partire dal 1937. Sull'aeroporto operarono come collaudatori numerosi piloti di fama come Mario De Bernardi, Pietro Scapinelli, Francesco Agello, Tullio De Prato, Alfonso Caracciolo di Fiorino, Mario Gamna, e Silvio Casarotto.

### La seconda guerra mondiale
Durante il conflitto l'aeroporto svolse una molteplice funzione: oltre che come pista di collaudo venne utilizzato per l'addestramento dei piloti. Dal settembre 1942 iniziò ad avere utilizzi militari, seppur senza continuità, da parte della Regia Aeronautica, prima con i bombardieri CANT Z.1007Bis Alcione, poi con aerei da caccia.

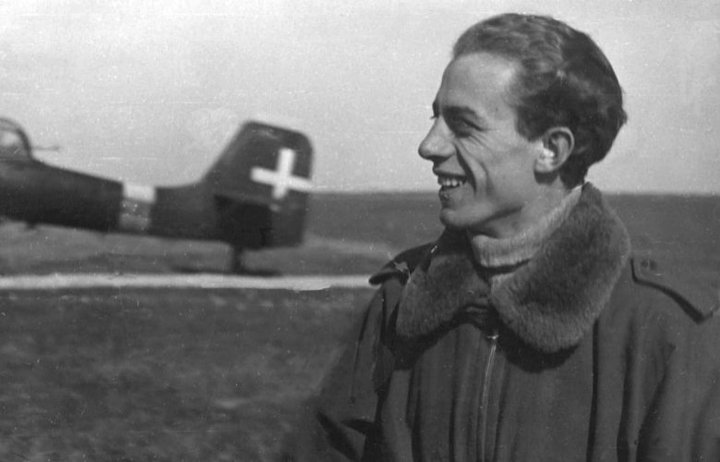
Giuseppe Cenni asso da caccia e dei tuffatori, (MOVM)

Da gennaio 1943 si trasferì sull'aeroporto il comandante Giuseppe Cenni prima, su richiesta dell'ingegnere Roberto Longhi, per la difficile messa a punto del Reggiane Re.2002 e poi per l'addestramento, quale reparto da "tuffo", della sua 239ª Squadriglia. A metà giugno l'intero 102º Gruppo si trasferì sull'Aeroporto di Tarquinia e di lì a poco si troverà in prima linea per il contrasto dell'invasione Alleata, prima della Sicilia e poi della Calabria.
All'8 settembre 1943 vi operava il 14º Gruppo C (Complementare) (XIV Gruppo) sui Caproni Ca.313.
In particolare dopo l'armistizio si insediò lo Jagdgeschwader 52 (JG 53) della Luftwaffe equipaggiato con i caccia Messerschmitt Bf 109, e dall'aprile 1944 le tre squadriglie del 1º Gruppo caccia "Asso di bastoni" dell'Aeronautica Nazionale Repubblicana, comandato dal maggiore Adriano Visconti. Tale gruppo utilizzava una quarantina di caccia Aermacchi C.205 Veltro e Fiat G.55 Centauro e aveva il compito di proteggere le Officine Reggiane della incursioni dei bombardieri alleati. Le continue incursioni dei caccia dell'U.S.A.A.F. di base a Pontedera, che decimarono il reparto, portarono all'abbandono dell'aeroporto a partire dal mese di giugno.
L'aeroporto venne quindi messo fuori uso dall'esercito tedesco nel settembre 1944, nel timore di un possibile sfondamento della Linea Gotica da parte degli Alleati.

### Dal dopoguerra ai giorni nostri
Nel 1946 iniziarono i lavori di bonifica della sede aeroportuale per consentire la ripresa dell'attività di volo, e fu fondato anche l'Aeroclub di Reggio Emilia. Il ricostruito aeroporto, con la cessazione dell'attività aeronautica delle Officine Reggiane fu adibito ad attività essenzialmente diportistiche. Il 21 ottobre 1969 per volontà degli Enti Locali fu costituita la Società Aeroporto, ma solamente nel 1995 la sede della società fu trasferita a Campovolo per la gestione dell'attività commerciale.
Il 19 maggio 1997 venne aperto al traffico commerciale, sebbene non presentasse tratte di rilievo. A causa di ciò, si trovò periodicamente al centro di polemiche: pur essendo inserito in un territorio ricco di potenzialità e tradizioni storiche, l'aeroporto non riuscì ad acquisire un peso rilevante nella rete infrastrutturale.
Nel maggio 2007, il comune di Reggio Emilia decise di porre in liquidazione la società di gestione; in seguito fece strada l'ipotesi della privatizzazione. Nel giugno 2008 la società gestrice dell'aeroporto emise un bando per la scelta di un socio privato, finalizzato a fare acquisire le quote societarie in mano a enti pubblici. 
Nel 2022 lo scalo ha subito diversi interventi di riqualificazione e messa in sicurezza degli edifici.

## Attività presenti in aeroporto
Sono presenti due scuole di volo: l'aeroclub Reggio Emilia, fondato nel 1947 per i velivoli di aviazione generale e la Top Gun Fly School istituita nel 2005 per il volo da diporto sportivo.
È inoltre presente la ditta Euravia, un centro di manutenzione aeronautica fondata nel 1994 e che nel 2008 si è specializzata in interventi su elicotteri di tipo Augusta. La ditta Volafenice invece si occupa di restauro di ex aeromobili militari come il Bac Jet Provost e e l'Aermacchi MB-326.

## Galleria d'immagini

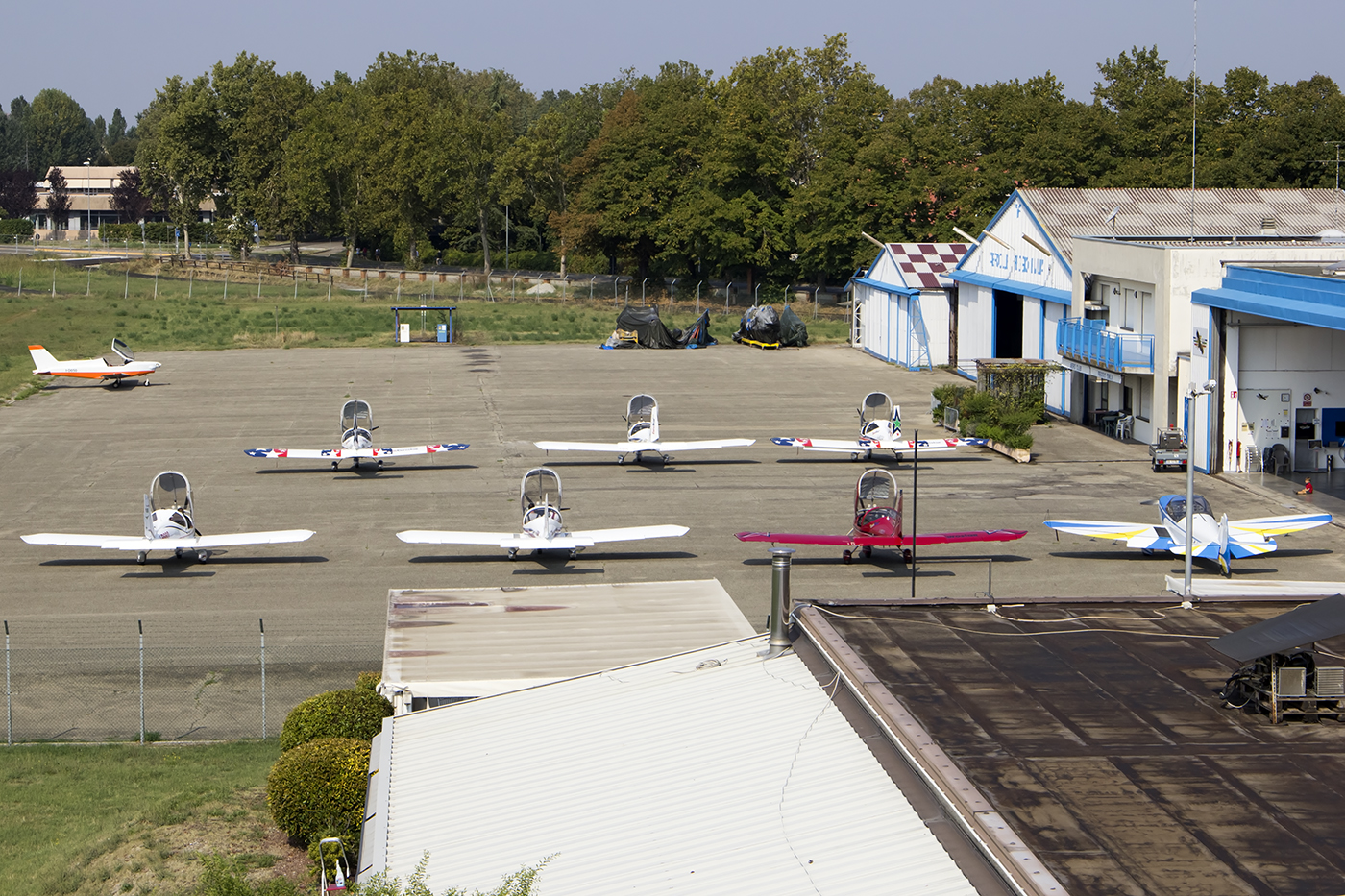
Il piazzale ovest visto dalla torre

## Kermesse e concerti
L'aeroporto è noto per avere ospitato la Festa provinciale de L'Unità di Reggio Emilia, dal 1997 FestaReggio e dal 2022 come La Festa, che si svolse nell'area non operativa dell'aerostazione dal 1981 al 2017 e dal 2022 in poi, nonché concerti di dimensioni rilevanti tenutisi tra l'adiacente arena concerti e la pista vera e propria dell'area aeroportuale nel caso dei grandi eventi:
- 1982, 29 agosto: King Crimson
- 1983, 9 settembre: Vasco Rossi - Bollicine Tour
- 1984, 8 settembre: The Clash
- 1985, 12 settembre: Litfiba - Desaparecido Tour 1985 - 1986
- 1987, 26 agosto: Monsters of Rock: Dio - Helloween - Skanners - Black Swan - Gow
- 1989, 2 settembre: Zucchero Fornaciari - Oro, Incenso e Birra Tour
- 1991, 7 settembre: Lucio Dalla
- 1991, 14 settembre: Luciano Ligabue - Neverending Tour
- 1992, 8 settembre: Antonello Venditti - Alta marea tour
- 1992, 12 settembre: Monsters of Rock: Iron Maiden - Black Sabbath - Megadeth - Testament - Warrant - Pantera - Pino Scotto
- 1993, 12 settembre: Litfiba, Terremoto Tour
- 1995, 9 settembre: Soundgarden - Kyuss
- 1997, 6 settembre: Lucio Dalla
- 1997, 20 settembre: U2 - PopMart Tour
- 1999, 9 settembre: Zucchero Fornaciari - Bluesugar World Tour Mondiale
- 2000, 24 agosto: Bad Religion
- 2001, 7 settembre: Skiantos
- 2001, 20 settembre: Francesco De Gregori
- 2002, 1º settembre: Korn - Untouchables Tour
- 2002, 4 settembre: Raf
- 2002, 12 settembre: Luciano Ligabue - LigaLive
- 2004, 4 settembre: Elio e le Storie Tese
- 2004, 8 settembre: Vasco Rossi - Buoni o cattivi Tour (2004-2005)
- 2005, 10 settembre: Luciano Ligabue - Campovolo: Piccoli omicidi - Il Nucleo - Rio - Folkabbestia - L'Aura - Edoardo Bennato - Elisa
- 2006, 8 settembre: Gianna Nannini
- 2007, 7 settembre: Franco Battiato
- 2007, 13 settembre: Daniele Silvestri
- 2007, 14 settembre: Carmen Consoli
- 2007, 15 settembre: Nomadi
- 2008, 5 settembre: Reggio Air festival: Sven Väth - Anthony Collins - Fabrizio Maurizi - Idriss D
- 2008, 10 settembre: Elio e le Storie Tese
- 2009, 22 agosto: Speed Metal Attack Fest: Raw Power - Death Mechanism - Baphomet's Blood - Uncreation - Game Over
- 2009, 12 settembre: Campovolo Air Festival: Lucien N Luciano - Ralf - Idriss D - Motel Connection - Dyed Soundorom - Ernesto Ferreyra
- 2010, 28 agosto - Speed Metal Attack Fest: Bulldozer - Cripple Bastards - Witchburner - Death Mechanism - Game Over
- 2010, 29 agosto: Jennifer Gentle
- 2010, 11 settembre: Reggio Air Festival#3: Ricardo Villalobos - Raresh - Johannes Heil - Danilo Vigorito - Glitches - Percussion Voyager
- 2011, 16 luglio: Luciano Ligabue - Campovolo 2.0
- 2011, 19 agosto: Verdena
- 2011, 3 settembre: Reggio Electro Festival Open Air: Timo Maas - Zombie Nation - S.Boys & Nerd Flanders - Joy Fagnani & Vanel - Labotek - Alienphobia Sound System
- 2011, 9 settembre: Fabri Fibra
- 2012, 22 settembre: Italia Loves Emilia: Biagio Antonacci - Claudio Baglioni - Elisa - Tiziano Ferro - Giorgia - Jovanotti - Luciano Ligabue - Litfiba - Fiorella Mannoia - Negramaro - Nomadi - Laura Pausini - Renato Zero - Zucchero Fornaciari
- 2015, 25 agosto: The Prodigy
- 2015, 19 settembre: Luciano Ligabue - Campovolo 2015 - La festa
- 2022, 4 Giugno: Luciano Ligabue - Campovolo 2022 - 30 anni in un giorno
- 2023, 22 luglio: Harry Styles - Love on Tour
- 2023, 9 settembre: Pinguini Tattici Nucleari - Tour stadi 2024
- 2024, 25 maggio: AC/DC - Power Up Tour
- 2024, 21 Luglio: RAMMSTEIN - EUROPE STADIUM TOUR

### Periodici
- Romano Pezzi, La lunga storia del campovolo punto strategico dell'ultima guerra, in Stampa Reggiana, n. 9, Reggio Emilia, Editoriale Teletricolore srl., ottobre 2007,  pp. 8-10.